# LaPorte County
LaPorte County is een county in de Amerikaanse staat Indiana.
De county heeft een landoppervlakte van 1.549 km² en telt 110.106 inwoners (volkstelling 2000). De hoofdplaats is LaPorte.

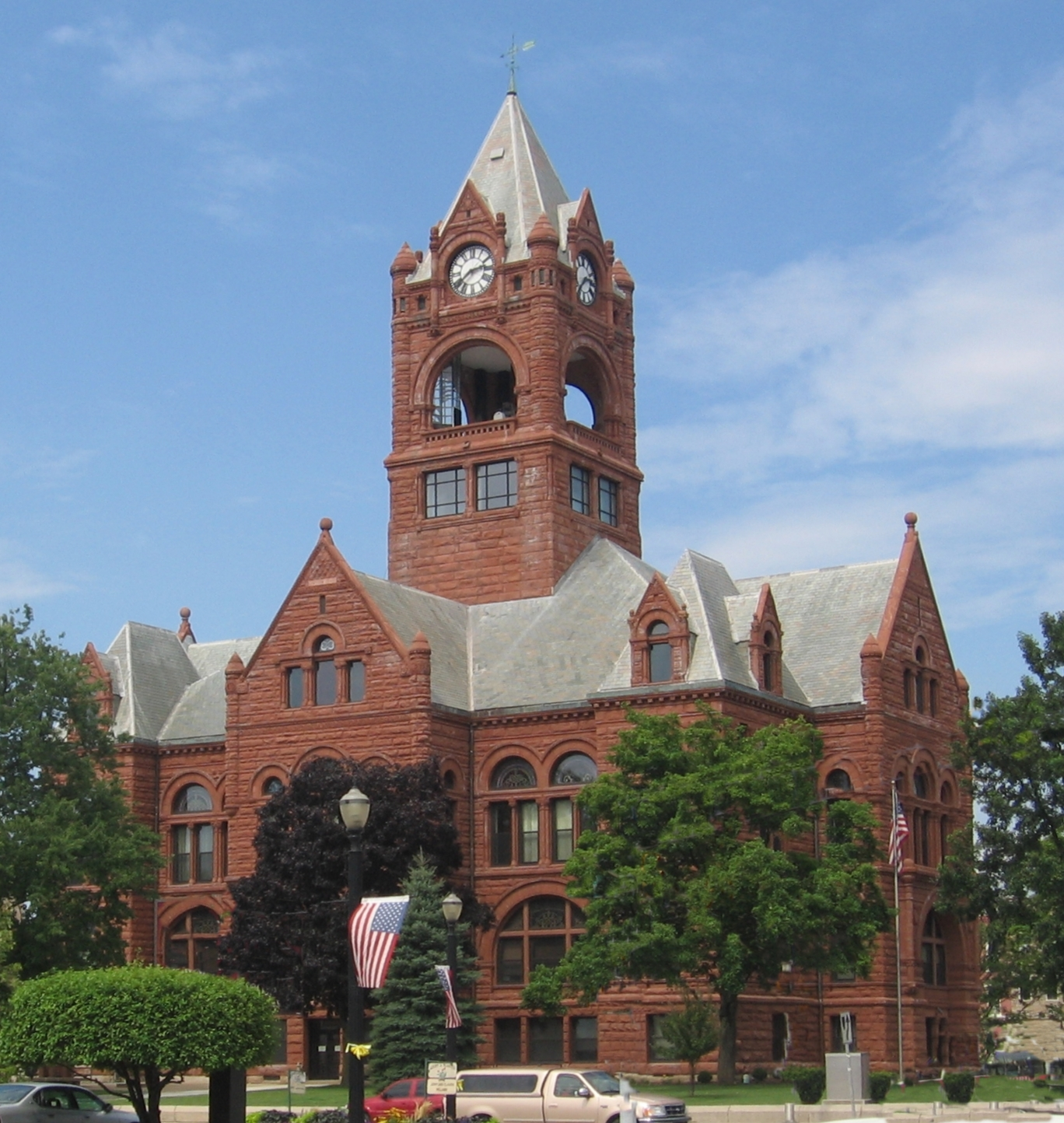
LaPorte County Courthouse